# King's Resort
Het King’s Resort (voorheen King’s Casino) is een casino en resort in Rozvadov, Tsjechië. Het casino huisvest de grootste pokerroom van Europa.

## Geschiedenis

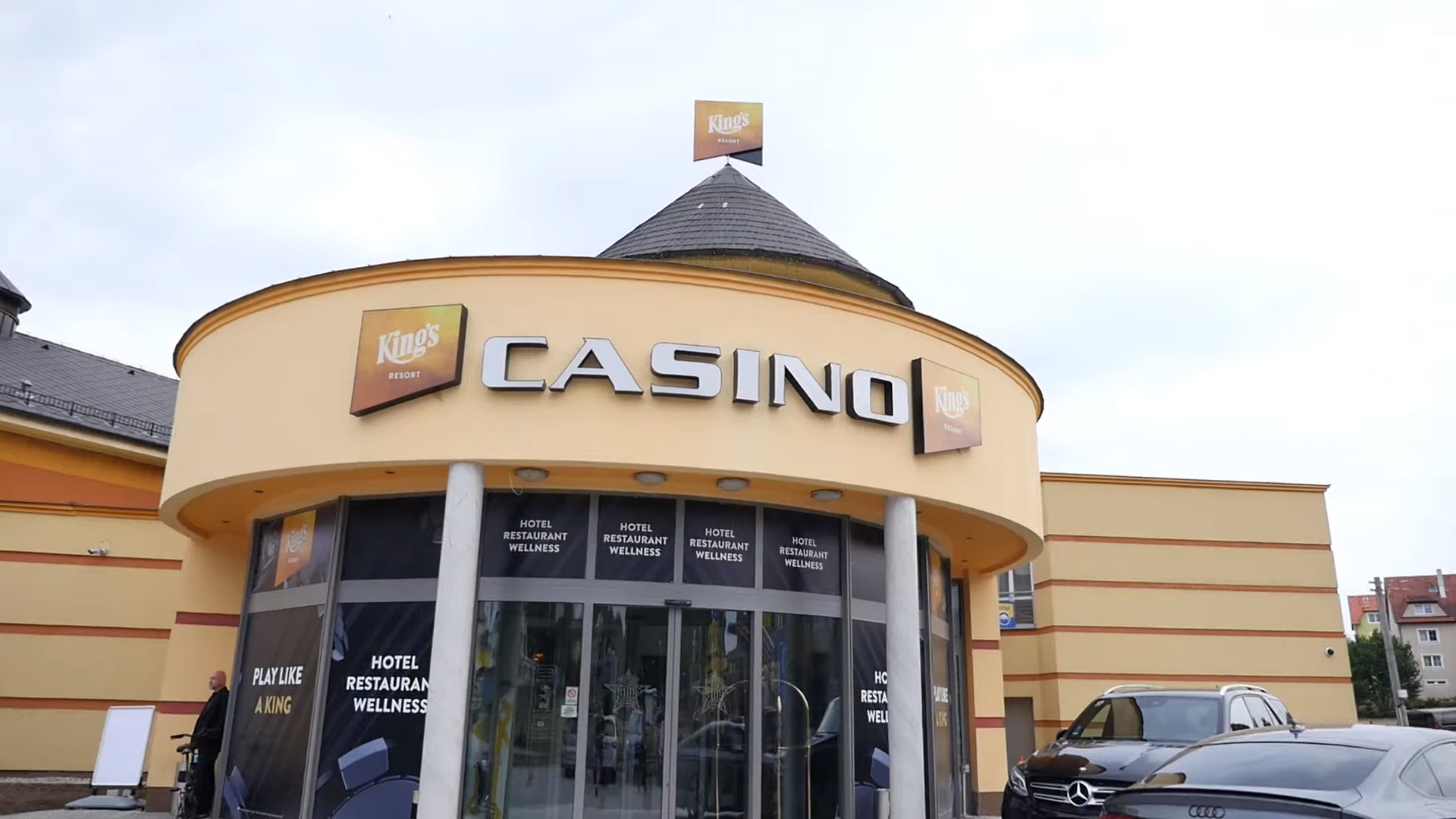
Ingang van het King's Casino

In 2002 kocht kunstverzamelaar Leon Tsoukernik een stuk grond in het dorp Rozvadov, op de grens van Tsjechië en Duitsland en liet daar een casino bouwen. Het King’s Casino opende zijn deuren op 26 juni 2003.
In 2009 besloot het King's Casino zich voornamelijk te gaan richten op pokerspelers. Vanaf toen werden geregeld series van pokertoernooien gehouden.
In 2017 kwam het vijfsterrenhotel gereed met wellness-voorzieningen, sportschool en een kunstgalerie. Het aantal hotelkamers groeide naar 400.
In 2018 veranderde de naam van het King’s Casino naar King’s Resort.

## Speelaanbod

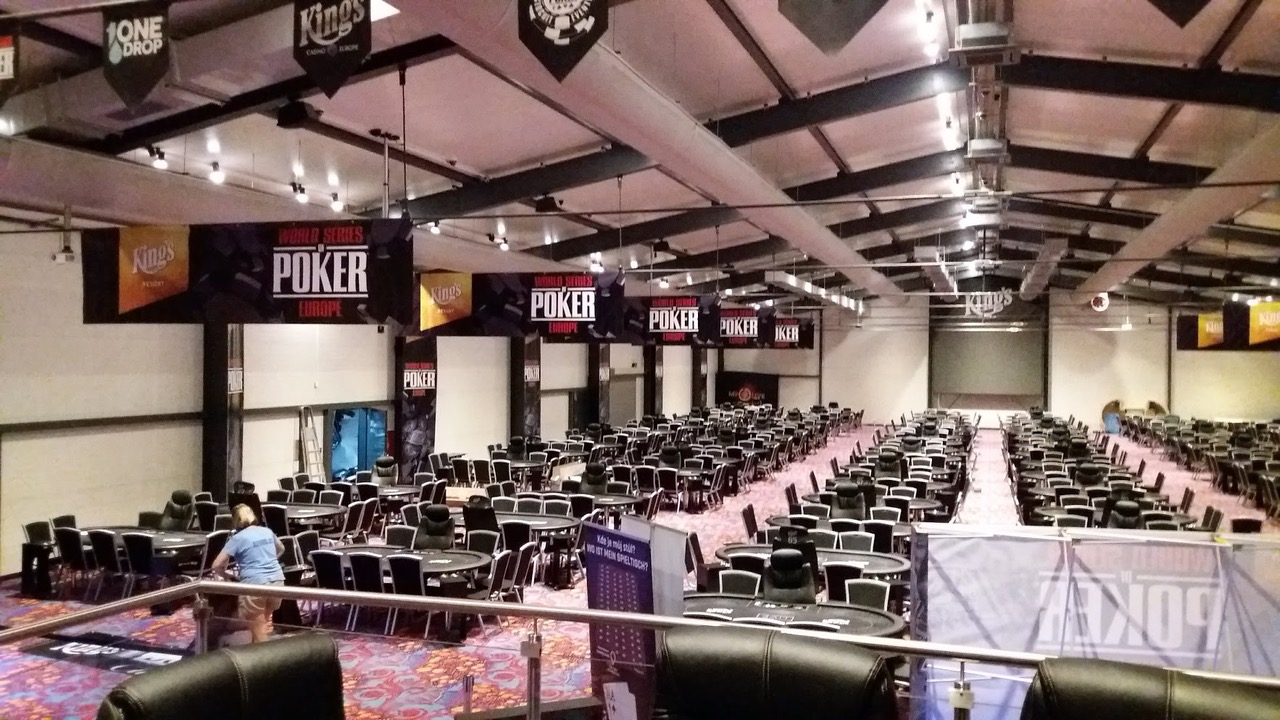
King's Resort huisvest de grootste pokerroom van Europa.

### Poker
Vanaf 2009 ging het King's Resort zich steeds meer oriënteren op poker. Het casino groeide in de jaren daarna uit tot een belangrijke locatie voor belangrijke pokertoernooien. Sinds 2017 wordt de World Series of Poker Europe in het King's Resort gehouden.
Sinds 2016 wordt ook de Dutch Classics in het King's Resort georganiseerd, een toernooiserie die zich richt op Nederlandse pokerspelers. In 2020 kwam daar de Benelux Classics bij, een serie voor spelers uit de Benelux. Beide toernooiseries bestaan anno 2024 nog.

### Andere spelen
Naast poker biedt het casino ook reguliere kansspelen aan, zoals roulette, blackjack , punto banco, craps en gokkasten.

## Overige voorzieningen
Het resort beschikt over diverse andere voorzieningen zoals wellness (met zwembad, sauna's, stoombaden en een massagesalon), een sportschool, een shishalounge en een conferentieruimte.
Er zijn twee restaurants: Een buffetrestaurant waar doorlopend maaltijden geserveerd worden en een à la carte-restaurant (Radimsky).
Het resort heeft ook een galerie met onder meer een Daimler Motorkutsche uit 1886 en een fauteuil van Swarovski en kunstwerken van onder meer Andy Warhol, Václav Radimský and Tony Cragg.
Auto's kunnen gratis worden geparkeerd op het terrein.

## Trivia
Tegenover het King's Resort staat het Casino Admiral Rozvadov, dat eveneens door Tsoukernik is gebouwd (in 2010).